# هانز يواكيم هارتنيك
هانز يواكيم هارتنيك (بالألمانية: Hans-Joachim Hartnick) مواليد 12 يناير 1955 في ألمانيا، هو دراج ألماني سابق. سبق أن شارك في دورة الألعاب الأولمبية الصيفية وفاز بميدالية أولمبية.

## سجل النتائج

### سباقات أو مراحل فاز بها
- بطولة العالم لسباق الدراجات على الطريق

## الميداليات
| الميدالية | المسابقة                       |
| --------- | ------------------------------ |
| فضية      | الألعاب الأولمبية الصيفية 1980 |

## روابط خارجية
- هانز يواكيم هارتنيك على موقع أرشيف الدراجات (الإنجليزية)
- هانز يواكيم هارتنيك على موقع إحصائيات الدراجات الإحترافية (الإنجليزية)
- هانز يواكيم هارتنيك على موقع أوليمبيديا (الإنجليزية)